# Ku70
Ku70は、XRCC6遺伝子にコードされているタンパク質である。

## 機能
Ku70はKu80とヘテロ二量体を形成して、DNA修復のための非相同末端結合（NHEJ）経路に必要なKu自己抗原となる。また、NHEJ経路を利用して哺乳類の免疫系の抗原多様性を増大させるV(D)J遺伝子再構成にも要求される。また、NHEJ経路が関与しない、テロメア長の維持とサブテロメア遺伝子サイレンシングにも不可欠な役割を果たす。
Kuは、全身性エリテマトーデスの患者がタンパク質に対して高レベルの自己抗体を持っていることが判明したときに最初に同定された。

## 老化との関連
ホモ接合型Ku70変異を持つマウス胚性幹細胞（Ku70 -/-細胞）において、ヘテロ接合型Ku70 +/-または野生型Ku70 + / +胚性幹細胞と比較して、電離放射線に対する感受性は著しく増加した。Ku70を欠損した変異マウスは早期老化を示す。いくつかの老化の基準に基づいて分析が行われたところ、変異マウスは対照マウスと同じ老化の兆候を示すが、そのときの年齢は対照マウスと比べて著しく早いことが判明した。これらの結果は、野生型Ku70遺伝子によるDNA二本鎖切断を修復する能力の低下が早期老化を引き起こし、この遺伝子が寿命の保証に重要な役割を果たしていることを示唆する。

## 臨床
この遺伝子の突然変異については、自閉症の24家族のエクソーム解析の研究結果が記述されている。これは、この遺伝子が自閉症の発症に関与している可能性があることを示唆しており、さらなる調査が期待されている。

## 別名
Ku70は、以下で記述するいくつかの別名でも呼ばれる。
- ループスKu自己抗原タンパク質p70（Lupus Ku autoantigen protein p70）
- ATP依存性DNAヘリカーゼ2サブユニット1（ATP-dependent DNA helicase 2 subunit 1）
- X-ray repair complementing defective repair in Chinese hamster cells 6
- X線修復交差補完タンパク質6（XRCC6: X-ray repair cross-complementing 6）

## 相互作用分子
Ku70は以下の生体分子と相互作用する。
- CBX5[12]
- CHEK1[13]
- CREBBP[14]
- GCN5L2[14]
- HOXC4[15]
- Ku80[14][16][17][18][19]
- MRE11A[20]
- NCOA6[21][22]
- NCF4[23]
- PCNA[24][25]
- PTTG1[26]
- RPA2[27]
- TERF2[19]
- TERT[28]
- VAV1[29]
- WRN[30][31]